# ヨネヤマ
株式会社ヨネヤマ（かぶしきがいしゃヨネヤマ、英：YONEYAMA.,co ltd.）は神奈川県川崎市川崎区に本社をおく、食品パッケージの商品企画、調達、製造、販売、配送までリアルなビジネスを提供し、国内外で展開するグローバル企業である。主な販路はスーパーマーケットやコンビニエンスストア、食品メーカー、外食チェーン向けのB to BとインターネットによるB to Cの両輪で展開し、自社が販売する製品を「フードウェア（foodware）商標登録」と称している。

## 概要
1946年（昭和21年）4月、戦後まもない川崎市並木にて長野県飯田市出身の米山市郎により個人商店として創業。アイスキャンディー用の木の棒や割り箸、箸用の紙の袋、広告を入れたマッチ、包装紙などを取扱商品としていた。マッチ箱の開発と食肉店向けの竹皮・経木に変わる製品として人造竹皮（ワロンセルパック）（特許取得）を米山貞三が考案し、ヒット商品化し大躍進。食品トレー、レジ袋、食品ラベル、割り箸などを扱う総合的食品包装商社に成長。
1963年に社員公募で社名をカタカナのヨネヤマに改める。スーパーマーケットの台頭により、1975年からは卸売りを強化。配送部門の充実、レジ袋への対応などを迅速に進めた結果、スーパーマーケットとの取引を増やし、業界トップとなる土台を形成する。食品分野以外にも、清掃具や白衣などの衛生用品、コンテナ、段ボールなどの物流関連用品、店舗用品など約8万種類の商品を供給。企画・開発・デザイン・調達・配送・リサイクルまでを含め提供する。顧客と共に進める企画力、提案力、商品開発力の高さに定評があり、2015年度ダイヤモンド経営者倶楽部 優秀企業賞を受賞。

## 沿革
- 1946年（昭和21年） - 4月、個人商店として川崎市並木（現・川崎区）で創業。
- 1951年（昭和26年） - 12月、本店所在地を同市砂子（現・川崎区）として株式会社米山商店設立。社員は20名。資本金100万円。
- 1958年（昭和33年） - 食肉店向けの竹皮・経木に変わる製品として人造竹皮（ワロンセルパック）（特許取得）を米山貞三が考案し、ヒット商品化し大躍進。その後、ワロンの特許は福助工業に無償で使用許諾する[6]。
- 1962年（昭和37年） - 川崎市日進町（現・川崎区）に別館ビルを建設。このビルは現在の複合施設unicoとして存続し、不動産事業として運営されている[6]。
- 1963年（昭和38年） - 社名商号を社員公募しカタカナの株式会社ヨネヤマとする[6]。
- 1967年（昭和42年） - 本社ビルが完成し本社を移転[6]。
- 1970年（昭和45年） - 製造と販売を分離する目的で、株式会社ヨネヤマ加工（現 株式会社モノウェア）を設立し、印刷・製袋（商品名：エリートバッグ（商標登録））・ワロンの製造を開始。高級オフセット印刷機を導入しポスターなどの写真印刷を主力に、横浜駅周辺のショッピングセンター・銀座マギー・浜田幸一衆議院議員の選挙ポスターなどを印刷する。主力商品であった広告入りマッチは使い捨てライターの出現で衰退していった。
- 1973年（昭和48年） 
  - インドネシア・スマトラでかつて日本が植林した松を割り箸の原料する目的で現地合弁企業PT.ピロックインドネシアを設立し割り箸の製造に着手。同事業は1979年（昭和54年）に終了した。当時の為替レートは１ドル＝300円だった。
  - 創業者米山市郎所有の彫刻家 圓鍔勝三作のブロンズ像「少女」が川崎市文化賞受賞[9]。
- 1974年（昭和49年） - 横浜市瀬谷区卸本町に横浜支店を出店。この頃より食品の包装形態が木製の折り箱からプラスチック製品へと変わり始め、トレー、タレ瓶、ラップへと広がりを見せ、同時に販売方法が対面からセルフ販売方式へ移行。スーパーマーケットが誕生。商品を入れる紙袋はポリのレジ袋へと変化する。
- 1979年（昭和54年） - 資本金3500万円に増資[2]。
- 1984年（昭和59年） - 代表取締役社長米山貞三（二代目）就任。
- 1987年（昭和62年） - 株式会社エフアンドテイを設立し、当初はピーナッツ等の加工製造したが、その後ニュージーランドにて青果物の栽培契約及び輸入を開始。
- 1989年（平成元年） - 川崎市川崎区大川町に本社を移転増設[10]。加工事業の子会社、有限会社ヨネヤマ加工を株式会社アップルに商号変更。
- 1991年（平成3年） - 11月 米山市郎が勲五等双光旭日章を授与される。
- 1993年（平成5年） - 現社長である武井泰士が入社[6]。
- 2000年（平成12年） - 大手コンビニエンスストアの割り箸の製造・供給に携わり、中国天津と埼玉県入間市に拠点を設け、年間最大6億膳を製造販売する。
- 2006年（平成18年） - ダンボールを中心に展開する専門商社の株式会社ノーサンをM&A。
- 2009年（平成21年） - 陶器磁器のリサイクル事業One Dish Aid協会において、容器包装3R推進環境大臣賞 優秀賞を受賞[11]。（武井泰士が協会の常務理事）。
- 2010年（平成22年） - 6月代表取締役社長の米山貞三が心不全のため急逝。7月に武井泰士が代表取締役社長に就任[6]。
- 2015年（平成27年）
  - 日本野菜ソムリエ協会と業務提携。
  - 11月、「顧客企業満足度向上」を目的とし株式会社不満買取センターと共同調査を実施。
- 2016年（平成28年） - 1月19日、ダイヤモンド経営者倶楽部から2015年度優秀企業賞受賞[12]。
- 2017年（平成29年） - 旧本社ビルをリノベーションし複合施設unicoとして事業化する[8]。所有する葉山加地邸が国の登録有形文化財に登録される。
  - ４月、グループ会社「株式会社アップル（印刷）」と「株式会社ノーサン（段ボール）」を合併し、新会社「株式会社モノウェア」設立。

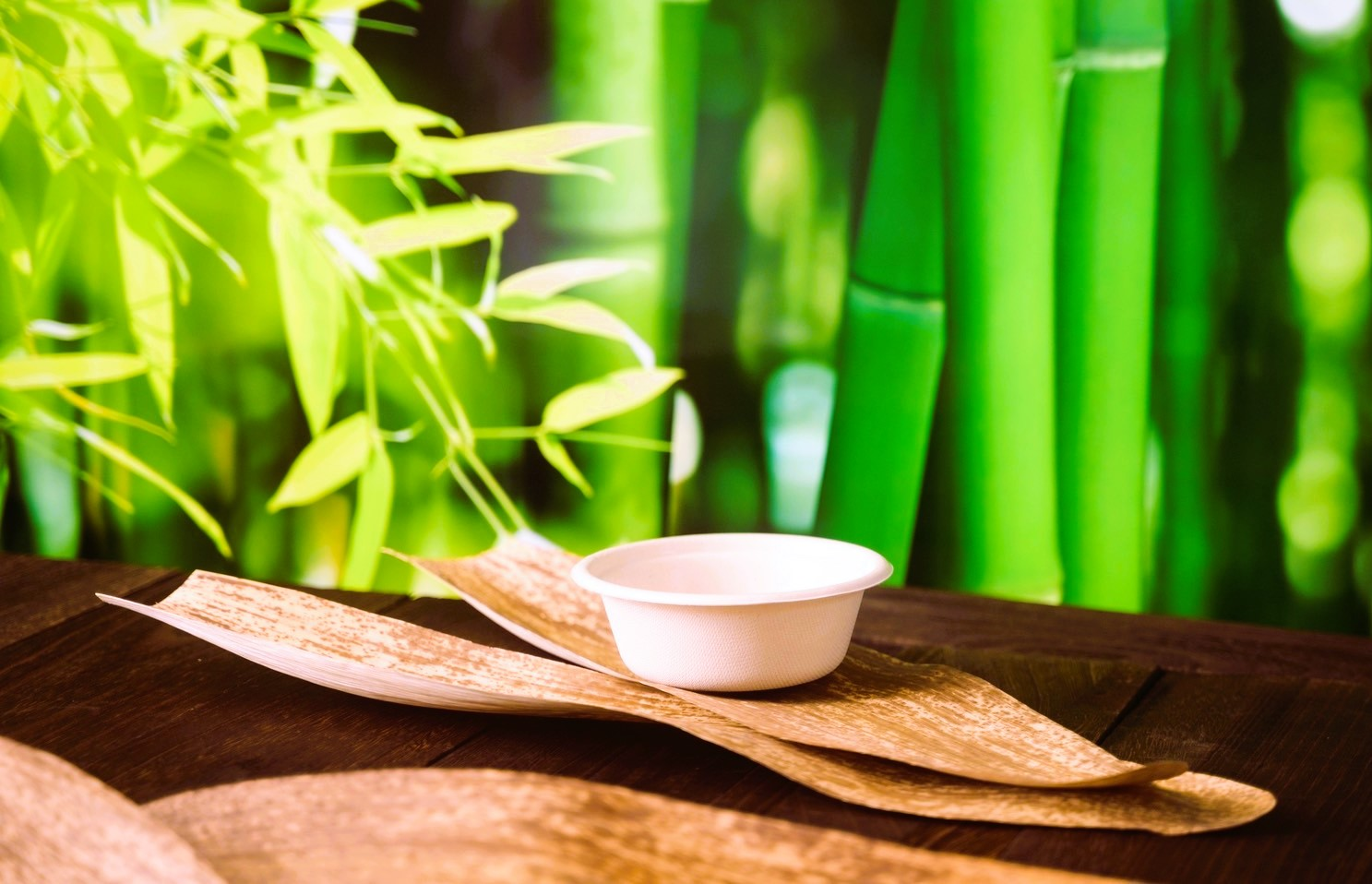
竹パルプモールドBPMが売上に寄与。

- 2019年（令和元年） - ECサイト pack+（パックプラス）を開設しコロナ禍のテイクアウト需要の波に乗る。特に容器開発をした生分解性プラスチック(PLA)を内側に貼った竹パルプモールドBPMが売上に寄与。本社を川崎区日進町unicoに移転。
- 2020年（令和2年） - コロナ禍の中、社内業務DX化（デジタルトランスフォーメーション）を推進（RPA、AIによるファックス受注etc）古物商免許を取得し、クルマのEV化の研究を始める。

- 2021年（令和3年） 

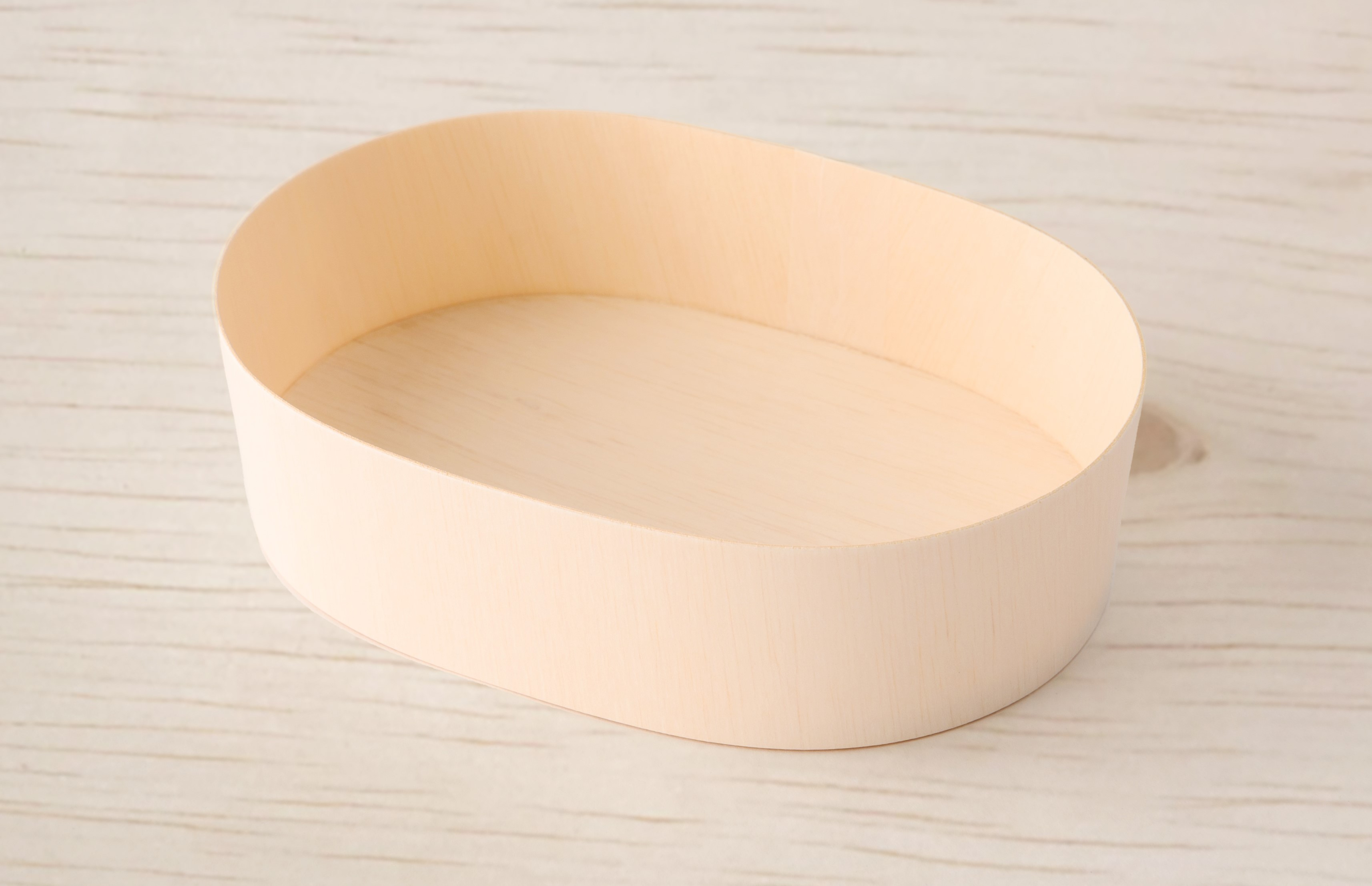
ファルカタ由来の同社製容器。桐の代用材の機能性木製パッケージ

  - 3月、ファルカタという木から作った容器を上市
  - 4月、横浜市Y-SDGsの認証企業となる
  - 5月、物流会社AIR HEARTを設立[13]
  - 8月、かわさきSDgsゴールドパートナー企業として認証 埼玉県SDGsパートナー企業として登録される
  - 10月、ECサイトpack+にオムニチャネル化するバニッシュスタンダードのスタッフスタートを導入
- 2022年（令和4年）
  - 4月、愛知県名古屋市に名古屋支店出店
  - 6月、滝沢具幸の日本画『芽生』を長野県飯田市美術博物館へ寄贈
  - 7月、インフレの中、超大型容器の販売を強化
  - 9月、駅前売店（川崎市日進町）を創業のスタイルで対面販売を展開をしていたがニーズの変化により閉店
- 2023年（令和5年）
  - 2月、映画「湯道」企画・脚本 小山薫堂による湯道百選に加地邸のお湯が選ばれる[14]
  - 4月
    - ECサイト名「pack+」を「foodware+」に改名
    - ニュージーランド南瓜生産者へサイクロン被害によるコープデリ連合会とのお見舞い会見[15]

  - 5月、福岡県福岡市に福岡支店出店
  - 9月、川崎市スマートライフスタイル大賞 奨励賞（省エネ貢献賞）受賞[16]（unico）
  - 12月、葉山加地邸を運営する事業を株式会社Antique Lovers（アンティークラバーズ）として独立した。代表取締役社長は武井雅子
- 2024年（令和6年）
  - 2月、AIによる受注予測を開始
  - 7月、ビジネスパートナー向けにオンラインサロンを開設
  - 11月、北海道札幌市に札幌支店出店
  - 12月、葉山加地邸がお客様に選ばれた非日常体験Otonami AWARD2024に選ばれる。

- 2025年（令和6年）
  - 6月、グローバル展開として台湾法人「米山食品科技有限公司[17]」を創設出店

その他

## 関連施設

### unico
2017年6月22日 プロバスケットボール選手岩佐潤の勧めでバスケットコートunicourtをunico内に開店した。築40年ほどの倉庫をリノベーションし、ヴィンテージ感を残し冷暖房を完備した上で、多目的な施設として武井雅子の企画により事業化した。当時バスケットコートは学校、体育館などの公共施設もしくは企業の施設しかなく、時間貸しのバスケットコートは日本初であった。
2017年7月7日　unico開店。

### 葉山加地邸

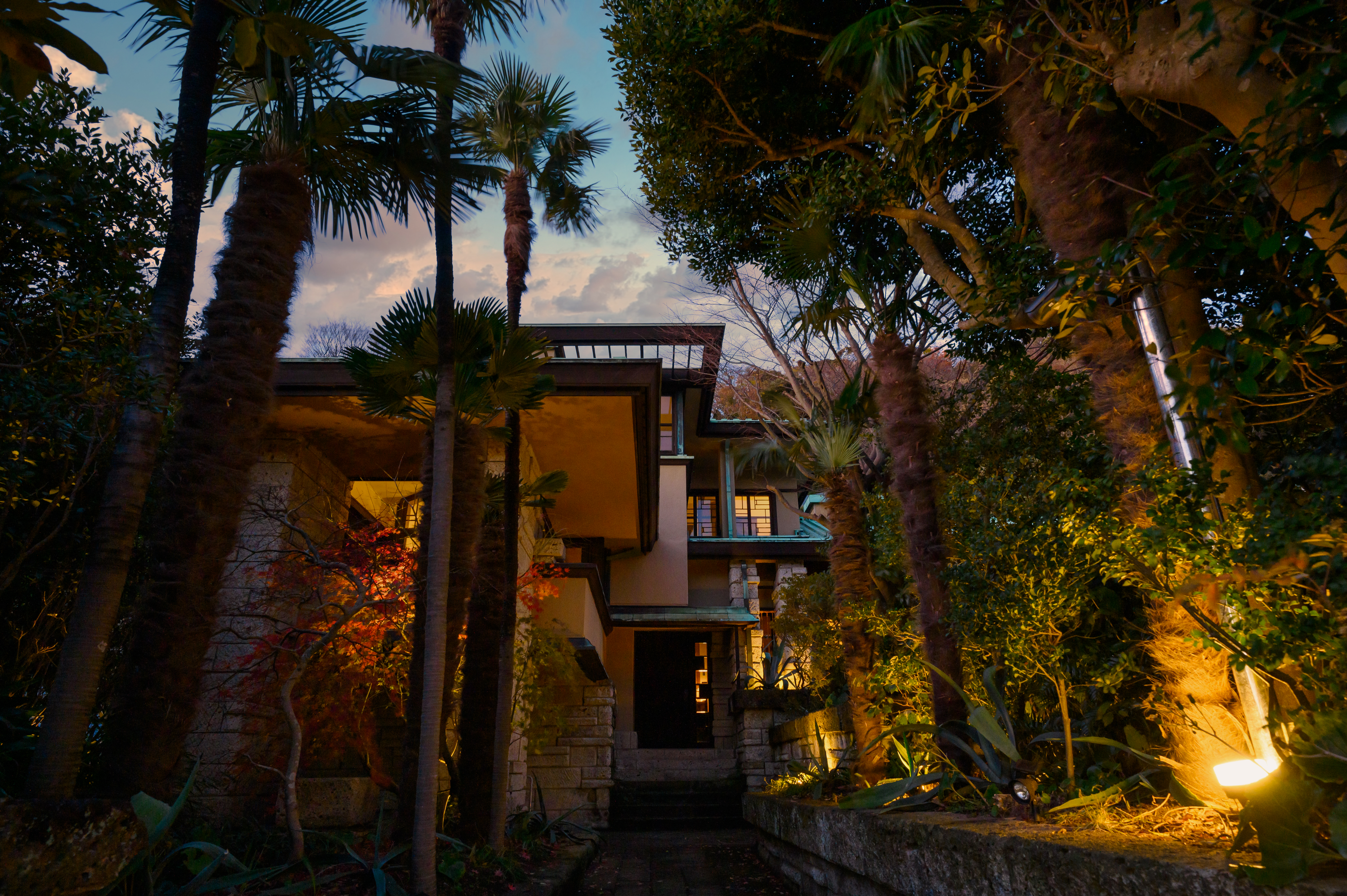
2016年（平成28年）に加地利夫の孫からヨネヤマが購入し、2020年（令和2年）に修復および改築を行い、宿泊施設となった葉山加地邸。

アメリカの近代建築家フランク・ロイド・ライトの下で薫陶を受けた建築家 遠藤新による設計で1928年（昭和3年）に竣工した住宅（別荘）建築。施主は、三井物産初代ロンドン支店長を務めた加地利夫である。2016年1月26日、共に近代建築好きであった武井泰士・武井雅子が加地の孫から購入。若い頃からの夢であったオーベルジュ経営とアンティークの維持の両立を考え、民泊の法改正の元、神谷修平による改修を経て宿泊施設として開業に至った。

## 受賞歴
- 2009年 - 「容器包装3R推進環境大臣賞」（平成21年度）地域連携・協働部門で優秀賞を受賞[11]
- 2016年 - 2015年度ダイヤモンド経営者倶楽部 優秀企業賞[7]
- 2018年 - 第52回 日本サインデザイン賞 銅賞（unico）[26]
- 2021年 - 葉山加地邸が日本空間デザイン賞 2021年度受賞[23]
- 2022年 - 葉山加地邸がiF-DESIGN AWARD2022 受賞[27]
- 2023年 
  - 2月、葉山加地邸のお湯が湯道百選に選ばれる
  - 9月、川崎市スマートライフスタイル大賞 奨励賞（省エネ貢献賞）[16]
- 2024年 
  - 12月、葉山加地邸が、お客様に選ばれた非日常体験Otonami AWARD2024に選ばれる。[28]

## 所在地

### 日本法人 本社
川崎市川崎区日進町3-4 unicoB 2F

### 支店

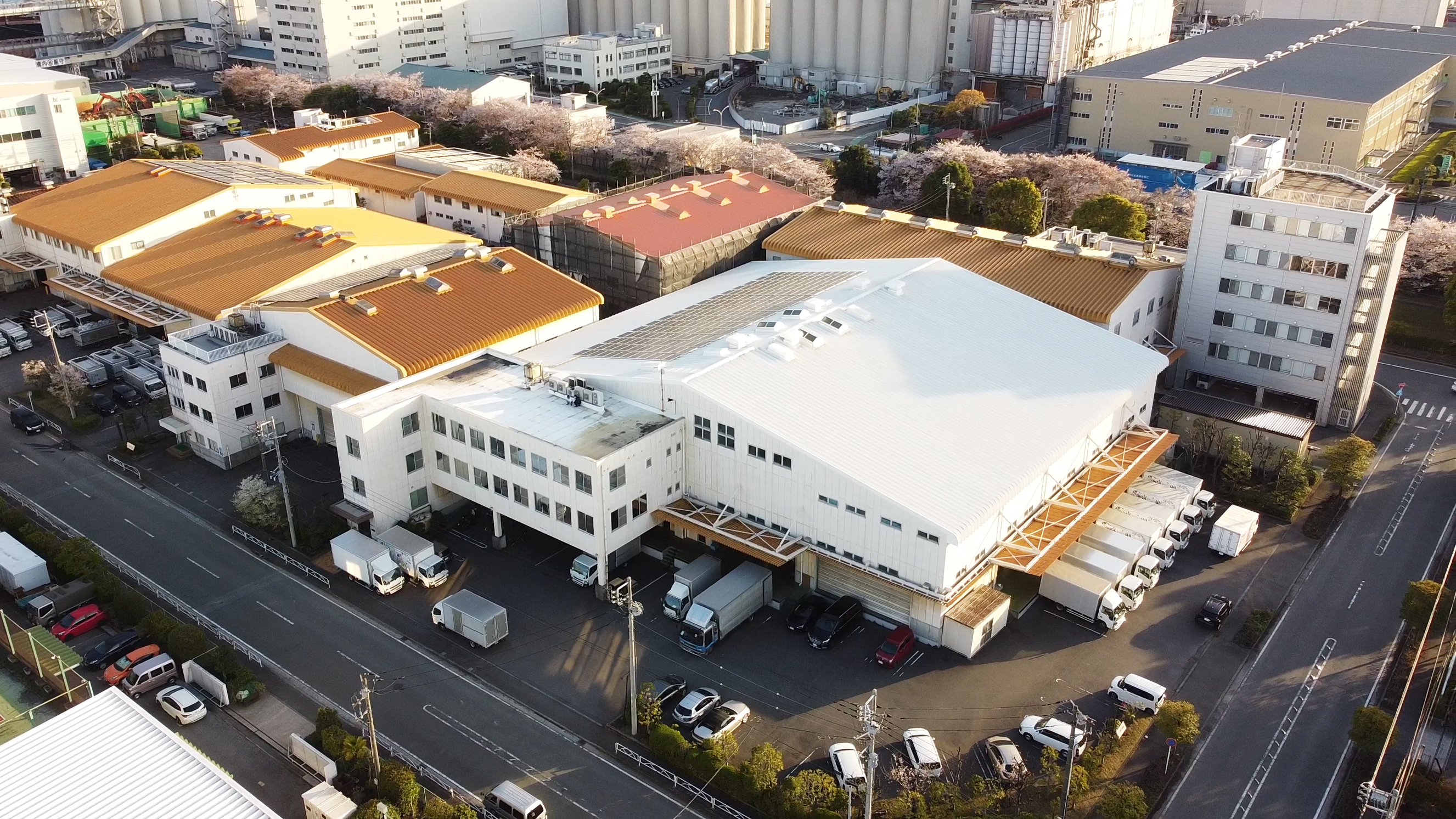
ヨネヤマ川崎支店

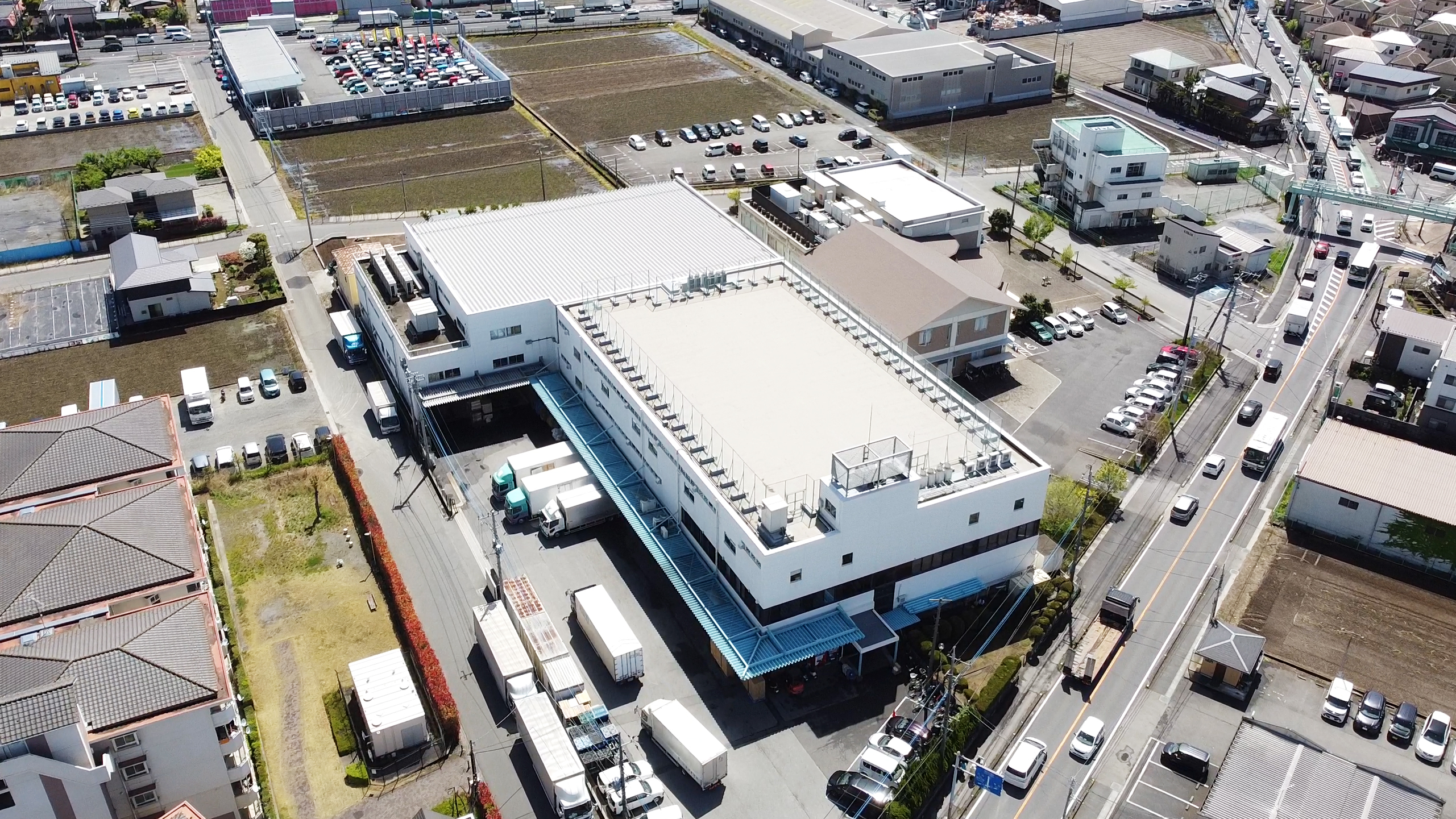
ヨネヤマ埼玉支店

- 川崎支店

神奈川県川崎市川崎区大川町10-1
- 東京支店

東京都港区高輪3-25-23 京急第２ビル 5F
- 多摩支店

埼玉県入間市狭山ヶ原318
- 千葉支店

千葉県市原市姉崎973
- 埼玉支店

埼玉県越谷市南荻島250-1
- 大阪支店

大阪府守口市佐太東町1-1 谷川運輸倉庫内２階
- 名古屋支店

愛知県名古屋市中村区平池町4-60-12 グローバルゲート11F WeWork内
- 福岡支店

福岡県福岡市中央区天神1-14-18  WeWork 天神ブリッククロス  受付14F
- 札幌支店

北海道札幌市北区北10条西3丁目23番地1階 　THE PEAK SAPPORO１階 BIZcomfort札幌内

### 営業所
- 焼津営業所

静岡県藤枝市下当間 629

### 台湾法人 本社
台湾、臺北市中山區南京東路1段15號3樓
出典

## メディア
出典

### テレビ
- 「百年名家」2017年2月12日 BS朝日（加地邸）
- 「あっぱれ!KANAGAWA大行進」2017年3月11日 テレビ神奈川（unicourt）
- 「news every.」2017年7月18日 日本テレビ（中目卓球ラウンジ）
- 「ぶらり途中下車の旅」2018年2月10日 日本テレビ（VUILD）
- 「モヤモヤさまぁ〜ず2」2018年2月25日 テレビ東京（VUILD、中目卓球ラウンジ）
- 「神奈川ビジネスUp To Date」2018年10月15日 テレビ神奈川（ヨネヤマ）
- 「じゅん散歩」2019年2月19日 テレビ朝日（ディアナ）
- 「アド街ック天国」2019年7月27日 テレビ東京（加地邸）
- 「ぶらり途中下車の旅」2020年4月11日 日本テレビ（BaumhausSUN）
- 「Bizスクエア」2020年6月28日 BS-TBS （ヨネヤマ）
- 「ブラタモリ」2020年7月11日 NHK（加地邸）
- 「SWITCHインタビュー 達人達「高橋一生x中村拓志」」2020年12月19日 NHK（加地邸）
- 「内村のツボる動画」2022年12月20日（unicourt）
- 「しまじろうのわお！」2023年2月18日（unicourt）
- 「なないろ日和！」2023年5月17日 案内人マリクリスティーヌ 田中律子テレビ東京（加地邸）
- 「ワールドビジネスサテライト」2023年5月17日 チャットでつくる家具 テレビ東京（VUILD-unico）
- 「鶴瓶の家族に乾杯」2023年5月22日 高橋一生 NHK（加地邸）
- 「じゅん散歩」2024年7月31日 TV asahi（加地邸）
- 「カナフルTV」2025年1月26日 テレビ神奈川（加地邸）
- 「あさイチ」2025年4月10日 NHK 安藤佳祐（加地邸）
- 「ダメマネ！ ーダメなタレント、マネジメントしますー」2025年4月20日 日テレ 竹中直人 (加地邸）

### ラジオ
- 「ニュースィッチ」2021年5月24日-28日 ベイエフエム（武井泰士）

### ロケ
- コンバース100年 2016年12月（unicourt）
- 「くりぃむナンチャラ」2018年2月9日（unicourt）
- 「新しい王様」2019年1月-4月 TBS（unico）
- 「浮世の画家」2019年3月 NHK（加地邸）
- 「人間失格 太宰治と3人の女たち」2019年9月 松竹（加地邸）
- 「岸辺露伴は動かない」2020年-2022年 NHK（加地邸）[32]
- 「風景の足跡」2021年4月2日 テレビ東京（加地邸）
- ユニクロ 2021年9月（加地邸）
- 「和田家の男たち」2021年10月 テレビ朝日（加地邸）
- 「優しい音楽〜ティアーズ・イン・ヘブン 天国のきみへ」2022年1月7日 テレビ東京（加地邸）
- 「ラストマン-全盲の捜査官-」2023年4月- TBS日曜劇場（加地邸）
- スピッツ「ときめきpart1」ミュージックビデオ 2023年5月（加地邸）

### ヨネヤマ
- 株式会社ヨネヤマ
- 食品容器ヨネヤマ (FOODWARE.YONEYAMA) - Facebook

### MONOWARE
- 株式会社MONOWARE

### エフアンドテイ
- 株式会社エフアンドテイ

### Air Heart
- 株式会社エアハート

### unico
- unico公式サイト
- unico.kawasaki (@unico.kawasaki) - Instagram

### 葉山加地邸
- 葉山加地邸